# Südafrikanisches Englisch
Südafrikanisches Englisch (kurz SAfEng) ist eine Varietät der englischen Sprache, die in Südafrika gesprochen wird. Südafrikanisches Englisch zeichnet sich durch eine Aussprache aus, die zum Teil durch die Erstsprachen der verschiedenen ethnischen Gruppen beeinflusst ist. Ferner enthält der Wortschatz des südafrikanischen Englisch Lehnwörter aus den Sprachen, mit denen es in Kontakt ist, insbesondere Afrikaans und Zulu.
Man unterscheidet zwischen verschiedenen Varianten des südafrikanischen Englisch, die von unterschiedlichen Bevölkerungsgruppen gesprochen werden und sich vor allem in der Aussprache voneinander unterscheiden. Die wichtigsten Varianten des südafrikanischen Englisch sind weißes südafrikanisches Englisch (White South African English), schwarzes südafrikanisches Englisch (Black South African English) und indisches südafrikanisches Englisch (Indian South African English). Daneben gibt es noch einige eher lokal begrenzte Varianten wie das Cape Flats English der Arbeiterklasse von Cape Town.

## Geschichte
Die Geschichte des Englischen in Südafrika beginnt mit der Besiedlung der Kapregion durch britische Siedler 1820. Etwa 4500 Siedler aus allen Teilen Großbritanniens wurden angesiedelt, um das Kap Südafrikas als britische Kolonie zu etablieren. Es folgten weitere britische Siedlergruppen in den 1840er und 1850er Jahren, die vor allem Natal besiedelten. Neben europäischen Einwanderern kamen im 19. Jahrhundert auch indische Einwanderer, die man als Arbeitskräfte für die Plantagen in Natal anwarb. Die meisten indischen Einwanderer brachten ihre indische Muttersprache mit, erlernten aber zusätzlich das Englische als Zweitsprache. Als in Witwatersrand und anderen Regionen Südafrikas Gold und Diamanten gefunden wurden, kamen durch den Goldrausch weitere europäische Einwanderer. Im letzten Viertel des 19. Jahrhunderts wanderten so ca. eine halbe Million Europäer ein, viele davon englischsprachig.
Die Briten standen mit ihrer Einwanderungs- und Kolonialpolitik in Konkurrenz zu den Niederlanden, die ebenfalls am südlichen Afrika interessiert waren und schon seit dem 18. Jahrhundert Handelsposten dort unterhielten. Die Zahl der niederländischen Siedler, die eine Variante des Niederländischen sprachen, das sich zum heutigen Afrikaans entwickelte, überstieg die Zahl der britischen Einwanderer bei weitem. Die europäischen Einwanderer trafen ferner in den verschiedenen Regionen Südafrikas auf afrikanische Stämme, die von den Europäern in der Regel unterdrückt oder verdrängt wurden.
Die Interessenskonflikte zwischen Briten und Niederländern führten zu verschiedenen kriegerischen Auseinandersetzungen im Laufe der neueren Geschichte Südafrikas (z. B. der Zweite Burenkrieg 1899–1902), wobei die Briten zunächst die Oberhand behielten. 1910 wurden die Kapkolonie, Natal, Transvaal und die Orange River Colony zur Union of South Africa vereinigt. Südafrika erhielt den Status eines britischen Dominions. Mit der Auflösung des britischen Kolonialreichs erlangte viele Dominions nach dem Zweiten Weltkrieg ihre Unabhängigkeit, darunter auch Südafrika, das 1961 sich zur Republic of South Africa / Republiek van Suid-Afrika (RSA) erklärte und aus dem Commonwealth of Nations ausschied.
Die Politik in der Republik Südafrika ab 1961 war vor allem durch die Nasionale Party dominiert, deren Apartheidspolitik auf eine strenge Rassentrennung zwischen Weißen und anderen Bevölkerungsgruppen abzielte. Unter anderem wurden für die afrikanischen Bevölkerungsgruppen sogenannte Homelands eingerichtet, die ein gewisses Maß an Autonomie erhielten. Mit der Einrichtung der Homelands sollte die Aufteilung Südafrikas in ein "weißes" Südafrika, bestehend aus der Kapprovinz, Natal, Transvaal und dem Oranjefreistaat, und einem "schwarzen" Südafrika, bestehend aus den Homelands, gefördert werden. Mit dem Ende der Apartheid 1994 endete diese Politik der Rassentrennung und -diskriminierung.
Die wechselhafte Geschichte Südafrikas und die Zusammensetzung der Bevölkerung aus verschiedenen ethnolinguistischen Gruppen führte auch zu einer wechselhaften Geschichte der englischen Sprache in Südafrika:
Mit der Dominanz der Briten in Handel, Wirtschaft und Politik im 19. Jahrhundert erlebte die englische Sprache zunächst einen Aufschwung. Obwohl englische Muttersprachler in Südafrika in der Minderheit waren, wurde Englisch zur dominierenden Sprache in Industrie, Handel und öffentlichem Verkehr. Das Niederländische bzw. Afrikaans verlor an Bedeutung, denn gut bezahlte, prestigeträchtige Jobs waren mit der Kenntnis der englischen Sprache verknüpft. Indische Einwanderer, Schwarze und Coloured People bevorzugten das Englische als Zweitsprache, so dass sich Zweitsprachevarianten des Englischen wie das Black South African English herausbildeten.
Mit der Deklaration der Republik Südafrika und der Dominanz der Afrikaans-Sprecher in der Politik wurde Englisch insbesondere in Administration und Bildung zugunsten von Afrikaans zurückgedrängt. Die Einstellungspolitik in der Verwaltung bevorzugte Afrikaans-Sprecher, ferner wurde die Rolle des Afrikaans als offizielles Kommunikationsmittel gefördert. Neben den schon bestehenden englischsprachigen Universitäten wurden nach 1948 drei afrikaanssprachige Universitäten eingerichtet.
Die Apartheidspolitik in der Republik Südafrika umfasste auch verschiedene sprachpolitische Maßnahmen, die darauf abzielten, das Bewusstsein ethnischer Unterschiede bei allen Bevölkerungsgruppen aufrechtzuerhalten. So wurde unter anderem festgelegt, dass alle Bevölkerungsgruppen in den ersten Jahren ihrer Schulzeit in der Regel in ihrer Muttersprache unterrichtet werden, Englisch und Afrikaans kamen als Zweitsprachen dazu. Diese Politik war speziell für die schwarze Bevölkerungsgruppe Südafrikas hart, weil sie schon in der Grundschule zwei weitere Sprachen, nämlich Englisch und Afrikaans lernen mussten. Ferner versuchte das Apartheidsregime, Afrikaans als alleinige Sprache in der Oberstufe der Schulen in den "weißen" Teilen Südafrikas durchzusetzen, gegen den Widerstand der schwarzen Bevölkerung, die Englisch bevorzugte, da es die Sprache der meisten höheren Bildungseinrichtungen war. Der Konflikt um die Sprachregelung entlud sich schließlich 1976 in dem Aufstand in Soweto, woraufhin die Regierung auch Englisch als alleinige Unterrichtssprache in der Oberstufe von Schulen zuließ.
Mit dem Ende der Apartheid erlebte das Englische einen erneuten Aufstieg. Afrikaans wurde bei der nicht-weißen Bevölkerungsschicht als Sprache der Unterdrückung erlebt, Englisch dagegen wurde als Sprache der Emanzipation empfunden und z. B. auch vom African National Congress verwendet. Afrikaans ist nun nur noch eine von insgesamt 11 offiziellen Sprachen der Republik Südafrika. Englisch ist die dominante Sprache in höherer Schul- und Hochschulbildung. Ferner dient Englisch als Lingua Franca zwischen den verschiedenen Bevölkerungsgruppen und ist Sprache der internationalen Politik, der Wirtschaft und des Handels.

## Geografische Verteilung

Verteilung englischer Muttersprachler in Südafrika

Englisch wird seit den 1820er Jahren in Südafrika gesprochen. Es ist eine offizielle Sprache in der Republik Südafrika und wird von einem großen Teil der Bevölkerung als Erst- oder Zweitsprache gesprochen. Englische Varianten, die dem südafrikanischen Englisch ähnlich sind, werden außerdem in Simbabwe, Namibia, Sambia und Kenia gesprochen. Die Mehrheit der Sprecher, die Englisch als Muttersprache sprechen, konzentriert sich auf Western Cape, Gauteng und KwaZulu-Natal.

### Offizieller Status
Obwohl Englisch in der Republik Südafrika nur eine von elf offiziellen Sprachen ist und auch nur von 11,04 Prozent der über 15-jährigen Bevölkerung (Stand 2015) als Muttersprache gesprochen wird, so hat es neben Afrikaans und Zulu die Rolle einer Lingua franca inne, die es den Sprechern der vielen unterschiedlichen Sprach- und Kulturgruppen im Land erlaubt, miteinander zu kommunizieren.
Außerdem ist Englisch die einzige südafrikanische Sprache, die auch im Ausland weit verbreitet ist, und somit dient es als Sprache im internationalen Handel, in den akademischen Bereichen, in der Politik und in der Unterhaltungsindustrie.

### Dialekte und Soziolekte
In der sprachwissenschaftlichen Forschung wird zwischen dem weißen südafrikanisches Englisch, gesprochen von den Nachkommen britischer und niederländischer Siedler, schwarzem südafrikanischen Englisch, gesprochen von den Nachkommen der schwarzen Einwohner Südafrikas, und indischem südafrikanisches Englisch, gesprochen von den Nachfahren indischer Einwanderer in Südafrika, unterschieden.

#### Terminologie
Die Unterscheidung zwischen „Schwarzen“, „Weißen“, „Farbigen“ (Coloureds) und „Asiaten“ ist durchaus problematisch, denn in der Zeit der Apartheid wurde die Einteilung der Bevölkerung in verschiedene Bevölkerungsgruppen forciert und war die Grundlage für eine Politik der strikten Rassentrennung und Diskriminierung. Allerdings ist es aufgrund mangelnder Alternativen schwierig, ethnische und ethnolinguistische Gruppen mit unbelasteten Begriffen zu beschreiben. Ferner sind die Auswirkungen der Apartheidszeit auf die Sprache der verschiedenen Bevölkerungsgruppen so bedeutend, dass es eine Korrelation zwischen ethnischer Gruppe und südafrikanischem Dialekt gibt. Aus diesen Gründen verwendet man in der Sprachwissenschaft weiterhin Bezeichnungen wie „weißes/schwarzes südafrikanisches Englisch“, ohne damit jedoch die Klassifikationen des Apartheid-Regimes fortführen zu wollen.

#### Weißes südafrikanisches Englisch
Prinzipiell muss man zwischen Sprechern des Englischen als Erst- und Zweitsprache unterscheiden. Der Prozentsatz der Bevölkerung, der Englisch als Erstsprache spricht, in der Regel Nachfahren britischer Siedler, nähert sich mehr oder weniger dem britischen Englisch an, wobei die britische Standardaussprache, die Received Pronunciation, hohes soziales Prestige genießt (Cultivated White South African English). Allerdings hat sich inzwischen ein Standard des südafrikanischen Englisch herausgebildet, der ebenfalls hohe Akzeptanz erfährt (General South African English, General White South African English oder Respectable White South African English). Ferner gibt es Sprecher des Englischen, deren soziologischer Hintergrund eher Arbeiterklasse und eventuell auch Abstammung aus einer afrikaans-sprechenden Familie ist. Diese Sprecher verwenden Broad South African English, ein Englisch, das zwar Muttersprache ist, sich aber in seiner Form nah am Afrikaans English bewegt, das von Afrikaans-Muttersprachlern als Zweitsprache gesprochen wird.
Die Sprachkompetenz der Sprecher des Englischen als Zweitsprache variiert stark, von muttersprachlicher Kompetenz (Bilingualismus) bis zu einem Englisch, das stark durch die Erstsprache Afrikaans beeinflusst ist (Afrikaans English).

#### Schwarzes südafrikanisches Englisch
Mit schwarzem südafrikanischen Englisch wird die Varietät des Englischen bezeichnet, wie sie von schwarzen Sprechern des Englischen als Zweitsprache in Südafrika verwendet wird. Durch die Trennung von schwarzen, weißen und weiteren Bevölkerungsgruppen in Bildungsinstitutionen während der Apartheidszeit hat sich schwarzes südafrikanisches Englisch als spezielle Varietät des südafrikanischen Englisch entwickelt, die sich z. B. von britischem Englisch und weißem südafrikanischen Englisch vor allem in der Aussprache unterscheidet. Schwarzes südafrikanisches Englisch war bisher für die meisten Sprecher eine Zweitsprache neben einer afrikanischen Sprache. Dies beginnt sich mit dem Ende der Apartheid und dem Aufstieg einer schwarzen Mittelschicht langsam zu ändern. So gibt es eine kleine Gruppe von schwarzen Südafrikanern, die Englisch als Muttersprache sprechen. Sie orientieren sich in Aussprache und Syntax jedoch eher am Cultivated oder General South African English, so dass sie nicht als Sprecher von schwarzem südafrikanischen Englisch bezeichnet werden können.
Auch das schwarze südafrikanische Englisch ist eigentlich ein Kontinuum, so wird häufig zwischen einem Mesolekt und einem Akrolekt unterschieden, ähnlich wie für andere Varietäten des Englischen, die als Zweitsprache gesprochen werden. Während der Mesolekt sich durch eine größere Nähe zum Standardenglisch (in Südafrika dem britischen oder dem prestigeträchtigeren weißen südafrikanischen Englisch) auszeichnet, weicht der Akrolekt stärker speziell in der Aussprache vom Standard ab und ist in der Regel durch die afrikanischen Muttersprachen der Sprecher beeinflusst.
Das Prestige des schwarzen südafrikanischen Englisch war lange niedriger als das des weißen südafrikanischen Englisch, das sich zu einem Quasi-Standard entwickelte. Inzwischen ist aber zu beobachten, dass schwarzes südafrikanisches Englisch in informellen Bildungskontexten zunehmend akzeptabel wird.

#### Indisches südafrikanisches Englisch
Indisches südafrikanisches Englisch ist das Englisch der indischen Einwanderer in Südafrika und ihrer Nachfahren. Während indisches südafrikanisches Englisch in der ersten Einwanderergeneration als Zweitsprache neben einer indischen Muttersprache gelernt wurde, wird es inzwischen als Erstsprache (Muttersprache) gesprochen. Indisches südafrikanisches Englisch ist inzwischen als eigenständige Varietät des Englischen zu betrachten und unterscheidet sich vom indischen Englisch, das in Indien gesprochen wird. Indisches südafrikanisches Englisch ist beeinflusst durch das General South African English, einem bleibenden Kontakt zu indischem Englisch, durch indische Sprachen der ersten Einwanderergeneration und durch regionale südafrikanische Englischvarianten, speziell in KwaZulu-Natal.

#### Weitere Varianten
Weitere Varianten des südafrikanischen Englisch sind meist sozial und regional begrenzt, so wie das Cape Flats English auf die Arbeiterklasse von Cape Town,.

## Phonetik und Phonologie
Das südafrikanische Englisch unterscheidet sich von anderen Varianten des Englischen, wie dem britischen oder amerikanischen Englisch, vor allem durch seine Aussprache. Obwohl Konsonanten- und Vokalphoneme im britischen und südafrikanischen Englisch oft übereinstimmen, gibt es eine Reihe von Abweichungen und Variationen im südafrikanischen Englisch, die zum Teil auch spezifisch für weißes, schwarzes bzw. indisches südafrikanisches Englisch sind.

### Konsonanten
Das Konsonantensystem des südafrikanischen Englisch ist dem des britischen Englisch ähnlich, allerdings unter anderem mit den folgenden Abweichungen:
- Südafrikanisches Englisch hat als zusätzliches Phonem einen velaren Frikativ /x/, der in Lehnwörtern aus Afrikaans (z. B. gogga; 'Insekt, Käfer') oder Lehnwörtern aus Khoisan verwendet wird.
- In Broad South African English und Afrikaans English wird [θ] typischerweise als [f] realisiert. In schwarzem südafrikanischen Englisch wird [θ] tendenziell durch [t] ersetzt, [ð] durch [d]. Im indischen südafrikanischen Englisch findet man statt [θ] und [ð] eher [t̪] und [d̪].
- In indischem südafrikanischen Englisch werden [t] und [d] gelegentlich durch die retroflexen Varianten [ʈ] und [ɖ] ersetzt, allerdings sind die Retroflexe nicht so häufig wie im indischen Englisch und in ihrer Verwendung eher im Rückgang.
- Die stimmhaften Konsonanten /v, ð, z, ʒ/ werden stimmlos am Wortende von weißem südafrikanischen Englisch.
- Aspiration ist typisch für südliche Bantusprachen und beeinflusst die Aussprache des schwarzen südafrikanischen Englisch: Plosive am Silbenanfang werden regelmäßig aspiriert, speziell von Sprechern des Mesolekts.
- Die Realisierung der Affrikate /tʃ, dʒ/ ist in schwarzem südafrikanischen Englisch sehr variabel, /tʃ/ meist als [ʃ] und /dʒ/ häufig als [dʒ] oder [ʒ].
- Sprecher mit südindischem (dravidischen) Hintergrund tendieren dazu, [h] am Wortanfang auszulassen (H-Dropping): [ʕæt] statt [hæt] für hat.
- /r/ wird von einigen Sprechern postalveolar wie im britischen Englisch ausgesprochen, andere Realisierungen sind retroflex [ɹ], [ɾ] oder ein Trill [r], speziell im Mesolekt des schwarzen südafrikanischen Englisch. Südafrikanisches Englisch ist wie britisches Englisch nicht-rhotisch.

### Vokale
Das Vokalinventar des südafrikanischen Englisch ähnelt dem des britischen Englisch, allerdings gibt es einige Abweichungen, die charakteristisch für das südafrikanische Englisch sind.

#### Monophthonge

Vokalviereck mit Angabe der Zungenstellungen der Monophthonge in General South African English

Das auffälligste Merkmal des weißen südafrikanischen Englisch ist eine allophone Variation der Vokale in Wörtern wie kit und bath. Während [ɪ] in Kombination mit Velaren und Palatalen verwendet wird, wird in allen anderem Zusammenhängen der Laut mehr zentral als [ï] realisiert. Dies wurde auch für das indische südafrikanische Englisch beobachtet. Für bath wird in General und Broad White South African English ein Vokal verwendet, der mehr offen und hinten liegt.
Das schwarze südafrikanische Englisch verwendet die Monophthonge /i, ɛ, a, ɔ, u/. Es macht wie viele afrikanische Varietäten des Englischen und im Gegensatz zum britischen Englisch (Received Pronunciation) keine Unterscheidung zwischen gespannten (tense) und ungespannten (lax) Vokalen, deren Länge sich nach dem Konsonanten richtet, der ihnen folgt. Es gibt also z. B. keine Unterscheidung zwischen [i] und [ɪ].
Die Monophthonge des indischen südafrikanischen Englisch sind näher an der Aussprache, wie man sie in der britischen Received Pronunciation findet, als an der Aussprache des General White South African English.

#### Diphthonge
Im südafrikanischen Englisch gibt es eine Tendenz, Diphthonge zu monophthongisieren. Als typisch für weißes südafrikanisches Englisch werden Monophthongisierungen von [aʊ] (mouth) und [aɪ] (price) zu [a:] genannt (also [ma:θ] and [pra:s]). In schwarzem südafrikanischen Englisch wurde ebenfalls eine Tendenz zur Monophthongisierung beobachtet. Im indischen südafrikanischen Englisch werden die Diphthonge dagegen eher wie im britischen Englisch realisiert, mit der Ausnahme von [ɛə] (wie in square), das im indischen südafrikanischen Englisch ebenso wie im General White South African English zu [e:] monophthongisiert wird.

### Betonung
Zur Betonung des südafrikanischen Englisch gibt es bislang wenig systematische Forschung. Über das schwarze und das indische südafrikanische Englisch wird gesagt, dass es eher einen silbenzählenden als einen akzentzählenden Sprechrhythmus hat. Das indische südafrikanische Englisch hat nach einzelnen Beobachtungen in der Tendenz ein hohes Sprechtempo und eine vom weißen südafrikanischen Standard-Englisch abweichende Betonung.

## Grammatik
Das südafrikanische Englisch unterscheidet sich von britischen und amerikanischen Englischvarianten hauptsächlich durch seine abweichende Aussprache und seinen Wortschatz, weniger durch seine Grammatik. Betrachtet man jedoch vor allem die Varianten des südafrikanischen Englisch wie Broad White South African English oder das schwarze und indische südafrikanische Englisch, so findet man Konstruktionen, die für das Englisch in Südafrika typisch sind.

### Weißes südafrikanisches Englisch
Einige Beispiele speziell für das weiße südafrikanische Englisch sind:
In Broad White South African English findet man die Verwendung von is it? als häufige Rückfrage statt der sonst im britischen und amerikanischen Englisch üblichen Question Tags:
He's gone to town. - Oh, is it? (Standard: Oh, has he?)
Adjektive, die sonst typischerweise durch of + Partizip ergänzt werden, werden stattdessen mit to + Infinitiv ergänzt:
This plastic is capable to withstand heat. (Standard: This plastic is capable of withstanding heat.)
Die Präposition by ersetzt häufig at oder ähnliche Präpositionen:
He left it by the house (Standard: at home)
We bought it by the butcher's
Die Konstruktion be busy + V-ing wird als Ersatz für die Verlaufsform verwendet, auch mit semantisch gegensätzlichen Verben wie relax:
We were busy listening to the radio
I'm busy relaxing
Wenn der Kontext die Bedeutung ausreichend klarmacht, können Objekte von transitiven Verben ausgelassen werden:
Oh good, you've got.
Did you bring?
Ferner wird no häufig genutzt, um eine Affirmation oder Überraschung auszudrücken:
How are you?
No, I'm fine.
She's getting big, hey?
No, she is!
Für die abweichende Syntax wird häufig der Einfluss des Afrikaans auf das südafrikanische Englisch verantwortlich gemacht, allerdings heben einige Linguisten hervor, dass manche der Konstruktionen auch auf das Nicht-Standard-Englisch der ersten englischen Siedler im 19. Jahrhundert zurückzuführen sein könnten.

### Schwarzes südafrikanisches Englisch
Schwarzes südafrikanisches Englisch weicht eher durch seine Aussprache britischen oder amerikanischen Standardenglisch ab, es gibt allerdings einige syntaktische Konstruktionen, die typisch für schwarzes südafrikanisches Englisch sind. Hier ähnelt es mehr anderen Zweitsprachenvarianten des Englischen wie z. B. das Englische in Ostafrika.
be + V-ing wird in Kontexten verwendet, die im britischen Standardenglisch nicht zulässig wären:
People who are having time for their children...
Even racism is still existing...
Bei Modalverben ist das auffälligste Phänomen die Verwendung von can be able, die man auch in anderen Teilen Afrikas antrifft:
... how am I going to construct a sentence so as this person can be able to hear me clearly
Schwarzes südafrikanisches Englisch verwendet ferner that in einigen Kontexten häufiger als britisches Englisch, das es hier eher auslässt:
As it has been said that history repeats itself.
(Britisches Englisch: As it has been said, history repeats itself.)
Typisch für schwarzes südafrikanisches Englisch ist ferner die häufige Verwendung von Topikalisierung, d. h. Satzteile werden zur Betonung vorangestellt:
Today's children, they are so lazy.

### Indisches südafrikanisches Englisch
Indisches südafrikanisches Englisch zeichnet sich auch durch einige Nicht-Standard-Konstruktionen aus; teilweise sind diese dem (weißen) General South African English ähnlich, teilweise sind sie auch auf den Einfluss indischer Sprachen zurückzuführen.
In einigen Kontexten kann im indischen südafrikanischen Englisch die Form von be ausgelassen werden:
Harry not here.
My brother that! (= That's my brother.)
Es gibt eine große Variabilität von Relativsätzen im indischen südafrikanischen Englisch. Neben Relativsätzen, wie man sie auch im Standardenglisch findet, findet man auch Konstruktionen, die auf den Einfluss dravidischer Sprachen zurückzuführen sind (Korrelative):
Which-one I put in the jar, that-one is good.
(Standard: The ones (i.e. pickles) that I put in the jar are the best.)
Eines der auffälligsten Merkmale von indischem südafrikanischen Englisch ist die Verwendung von y'all (= you all) als zweite Person Plural, auch als Possessivpronomen yall's:
Is that yall's car?
(Standard: Is that your (pl.) car?)
Wie in schwarzem südafrikanischen Englisch findet man ferner viele Beispiele für Topikalisierung:
Change I haven't got.

## Wortschatz
Durch den Kontakt mit anderen Sprachen Südafrikas haben viele Wörter aus anderen Sprachen Eingang ins südafrikanische Englisch gefunden. Beispiele für Lehnwörter aus afrikanischen Sprachen sind:
- impi (aus dem Zulu, dt. 'Kriegsgruppe, Gruppe bewaffneter Männer')
- indaba (Zulu, Xhosa, dt. 'Besprechung, Geschäft')
- gogo (Xhosa, Zulu, dt. 'Großmutter')
- mamba (von Bantu imamba, dt. '(giftige) Schlange')
- suka (Zulu, dt. 'weggehen')

Zu den Lehnwörtern aus dem Afrikaans zählen:
- koppie (dt. 'kleiner Hügel, Berg')
- dorp (dt. 'Dorf')
- veld (dt. 'offenes, flaches Land')
- Afrikaner (dt. 'Afrikaans-sprechende weiße Person in Südafrika')
- apartheid

Ferner gibt es einige südafrikanische Ausdrücke, die vom britischen und amerikanischen Englisch abweichen, z. B. bioscope (britisches English: cinema), location (BritE: ghetto), robot (BritE: traffic light) und reference book (dt. 'Identitätsdokument, Personalausweis').
Indisches südafrikanisches Englisch umfasst ferner eine große Zahl von Lehnwörtern aus indischen Sprachen und anderen Quellen. Allerdings haben nur wenige dieser Lehnwörter Eingang in den allgemeinen Sprachgebrauch außerhalb der indischen Community gefunden. Dazu zählen hauptsächlich Termini aus der indischen Küche wie dhania (dt. 'Koriander') oder masala ('gemahlene Gewürze').

## Beispiele
Die folgende Hörprobe enthält Beispiele für südafrikanische Regionalismen und Slang, gesprochen von einem Zweitsprachler:

## Forschung
Die Forschungsschwerpunkte zum südafrikanischen Englisch haben sich seit dem Ende der Apartheid in den 1990er Jahren stark erweitert. So galt ursprünglich das Forschungsinteresse zunächst dem südafrikanischen Englisch, wie es von Muttersprachlern gesprochen wird, seiner Charakteristika und dessen Entwicklung zu einem neuen Standard. Dem folgten zunehmend Studien zu schwarzen und indischem südafrikanischen Englisch, zumal sich beide zu eigenständigen Varianten des südafrikanischen Englisch entwickelt hatten. Dies erfolgte auch im Rahmen der Forschung zu englischen Varietäten weltweit, auch zu anderen Varietäten in Afrika, Asien und der Karibik, die in der Anglistik stärker in den Fokus traten (New Englishes). Nach dem Ende der Apartheid in Südafrika rückten ferner auch Fragen der Standardisierung einzelner Englischvarianten, Bildungsfragen und die Sprachenpolitik in Südafrika stärker in den Mittelpunkt.

### Allgemeine Beschreibungen und Grammatiken
- Vivian de Clerk (Hrsg.): Focus on South Africa (Varieties of English Around the World). John Benjamins, Amsterdam 1996, ISBN 978-1-55619-446-7.
- Klaus Hansen, Uwe Carls, Peter Lucko: Die Differenzierung des Englischen in nationale Varianten: Eine Einführung. Erich Schmidt, Berlin 1996, ISBN 3-503-03746-2.
- Rajend Mesthrie (Hrsg.): Language in South Africa. Cambridge University Press, Cambridge 2002, ISBN 978-0-521-79105-2.
- L.W. Lanham, C.A. Macdonald: The Standard in South African English and Its Social History. Julius Groos, Heidelberg 1979, ISBN 3-87276-210-9.
- Rajend Mesthrie (Hrsg.): Varieties of English: Africa, South and Southeast Asia. Mouton de Gruyter, Berlin 2008, ISBN 978-3-11-019638-2.
- Peter Trudgill, Jean Hannah: International English: A Guide to the Varieties of Standard English, 5. Auflage. Routledge, London / New York 2008, ISBN 978-0-340-97161-1.

### Wörterbücher
- Joyce M. Hawkins (Hrsg.): The South African Oxford School Dictionary. 16. Auflage. Oxford University Press Southern Africa, Kapstadt 2003, ISBN 0-19-571414-8